# 辛憲英
辛憲英（191年—269年），名不詳，字憲英，潁川陽翟人，三國時代女性，曹魏衛尉辛毗之女，河內太守辛敞之姊。辛憲英是漢晉間望族泰山羊氏的家族成員，丈夫是泰山郡太守羊耽，她亦是東漢「懸魚太守」羊續的儿媳婦，西晋太傅羊祜的叔母。生平見載於《晉書·卷九十六·列女傳·羊耽妻辛氏傳》。其外孫夏侯湛亦為其撰寫傳記《羊太常辛夫人傳》，裴松之注《三國志》時曾於《辛毗傳》中加以引用。

## 生平
辛憲英為人聰明有才，善於鑒人知事。曹丕與曹植爭奪太子之位，後來曹丕得立，曾經喜極失態，抱著辛毗的頸說：「辛君您知道我有多麼喜悅嗎？」辛毗事後將曹丕的表現告訴女兒憲英，時年二十多歲的憲英便感歎地說：「太子是代替君王主理宗廟社稷的人物。代君王行事不可以不懷著憂慮之心，主持國家大事亦不可以不保持戒懼之心，在應該憂戚的時候竟然表現得如此喜悅，又怎會長久呢？魏國又怎能昌盛？」

### 危乎盡忠
正始十年（公元249年），太傅司馬懿發動高平陵之變要誅除曹爽，因曹爽已離開了洛陽而緊閉洛陽城門。大將軍司馬魯芝帶領曹爽的家兵斬關奪門逃走，當時辛憲英的弟弟辛敞為大將軍曹爽擔任參軍，留在洛陽城中，魯芝便呼召辛敞同去會合曹爽。辛敞畏懼於形勢，不知所措，便向辛憲英請教。辛憲英說：「天下事情不能預知，但以我的判斷，太傅（指司馬懿）是被逼這樣做的（指發動政變）！明皇帝（即曹叡）駕崩之前，曾把著太傅的手臂囑咐後事，朝中人士對其遺言記憶猶新。曹爽與太傅同受明皇帝顧命，但曹爽獨專權勢，以驕奢的態度行事，對王室可說是不忠，於人倫道理亦可謂不正直。太傅此舉只不過是要誅除曹爽而已。」辛敞追問：「那此事可成麼？」辛憲英回答：「怎會不成功？曹爽的才能不是太傅的對手。」辛敞便說：「那麼我可以不離城而去嗎？」辛憲英說：「怎可以不去？職守是人倫的大義，當我們知道別人有難，尚且會體察憐恤；如今你為人做事卻棄下自身責任，是不祥之事，不可以這樣做。至於要為他人而死，受他人所任，是作為親信的職分，你不是曹爽的親信，只是出於跟隨大眾的責任而已。」辛敞聽過姊姊的分析後，便隨魯芝出關離城。後來司馬懿果然成功誅除了曹爽，亦放過了辛敞，辛敞便感觸說：「如果我不是與姊姊商量，便幾乎做出了不義之舉。」
著名章回小說《三國演義》第一百七回中，亦記載了辛憲英分析司馬懿對付曹爽及勸弟盡忠職守之事，更有詩句讚頌：「為臣食祿當思報，事主臨危合盡忠。辛氏憲英曾勸弟，故今千載頌高風。」

### 聰識敏鑒
景元三年（公元262年），鍾會擔任鎮西將軍，辛憲英詢問侄兒羊祜：「鍾士季（鍾會，字士季）因何出兵向西？」羊祜答：「是為了要滅蜀啊。」辛憲英便說：「鍾會處事恣意放肆，這不是長久為人下屬的態度，我恐怕他會有異志啊。」羊祜不敢多議，便勸辛憲英：「叔母請勿說太多了。」後來鍾會徵羊耽與辛憲英之子羊琇擔任參軍，辛憲英憂慮地說：「那時候我見鍾會出兵，雖然憂慮，但也只是為國而憂而已。今日禍難將會牽涉到我的家族，而且也是國家的大事，我實在不得不阻止了。」羊琇便向司馬昭極力請辭，可是司馬昭卻不願接納。辛憲英無奈之下只好向羊琇說：「此事必須實行了，你要留心！古時的君子，在家則奉孝於雙親，出外則為守節於國家，擔任職務時要慎思你的責任，面對義理時則要慎思你的立場，不要讓父母為你感到憂慮。軍旅之間，最能令你順利的，只有仁恕的態度而已！你必須要謹慎留意啊！」結果羊琇在征蜀之役至鍾會叛變之時仍能保全自身。
辛憲英為人慳儉，侄兒羊祜曾贈送華麗名貴的錦被給她，憲英卻嫌禮品太過華貴，不捨得浪費糟蹋，於是把錦被翻過來蓋。泰始五年（公元269年），辛憲英逝世，享壽79歲。

## 家庭

### 父親
- 辛毗：字佐治，曹魏衛尉

### 弟
- 辛敞：字泰雍，繼嗣都鄉侯，官至衞尉

### 丈夫
- 羊耽：曹魏太常

### 子女
- 羊瑾：西晉尚書右僕射
- 羊琇：西晉散騎常侍
- 羊氏：嫁淮南太守夏侯莊[3]

### 从子女
- 羊祉：羊耽兄长羊秘之长子，魏郡太守。
- 羊繇：羊秘少子，车骑掾。
- 羊发：羊耽兄长羊衜和夫人孔氏之子，都督淮北护军。
- 羊承：羊衜和夫人蔡氏长子，早夭。
- 羊徽瑜：羊衜和蔡氏之女，司马师继室，追谥“景献皇后”。
- 羊祜：羊衜和蔡氏少子，西晋太傅、名将。

### 孫 / 外孫
- 羊玄之：羊瑾之子，西晉尚書右僕射，加侍中，封興晉公。死後追贈車騎將軍、開府儀同三司
- 夏侯湛：女婿夏侯莊之子，西晉散騎常侍，著名文學家，美男子
- 夏侯光姬：女婿夏侯莊之女，晉元帝司馬睿生母
- 夏侯氏: 女婿夏侯庄之女，王導叔父王正的妻子，書法家王羲之的祖母，安僖皇后王神愛的高祖母。

### 曾孙
- 羊献容：即献文皇后，羊玄之之女，晋惠帝司马衷第二任皇后，也是前赵末帝刘曜的皇后。

## 評價
- 夏侯湛：「憲英聰明有才鑒。」（《羊太常辛夫人传》）
- 房玄龄：“从容阴礼，婉娩柔则。载循六行，爰昭四德。操洁风霜，誉流邦国。彤管贻训，清芬靡忒。”（《晋书·列传第六十六》）「聰朗有才鑒。」（《晉書·卷九十六·列女傳·羊耽妻辛氏傳》）
- 胡三省注《資治通鑑·卷六十八》評：「女子之智識，有男子不能及者。」
- 罗贯中《三國演義》：「為臣食祿當思報，事主臨危合盡忠。辛氏憲英曾勸弟，古今千載頌高風。」
- 谢肇淛：“才智之妇，史不绝书，至于辛宪英者，度魏祚之不长，知曹爽之必败，算无遗策，言必依正，当是列女中第一流人物也。”
- 李渔：“善于料事如此，而又能料人，真女中之英才耳。”（《汇评三国志演义》）
- 毛宗岗：“辛宪英教弟以义，夏侯女辞父以节，同时乃有两个奇女子。”（《汇评三国志演义》）
- 赵尔巽《清史稿·卷二百八十五·列傳七十二·黎士弘傳》：「士弘備兵甘山時，取晉辛憲英語：『軍旅之間可以濟者，惟仁與恕。』因以名其堂。」
- 康有为：“以敬姜之德、班昭之学、秦良玉之勇毅、辛宪英之清识、李易安之词章、宋若宪之经术，列于须眉男子中，亦属凤毛鳞角。”
- 蔡东藩：“变起争权事可知，教忠仍使守纲维。羊家智妇辛家姊，留播千秋作女师。”

## 藝術形象

### 電玩遊戲
- 真·三國無雙8（光榮公司開發，配音：下地紫野）

## 延伸阅读
[在维基数据编辑]
 《晉書·卷096》，出自房玄齡《晉書》

## 備註
1. ↑  《三國演義》第百零七回「魏主歸政司馬氏 姜維兵敗牛頭山」載：「且說曹爽手下司馬魯芝，見城中事變，來與參軍辛敞商議曰：『今仲達如此變亂，將如之何？』敞曰：『可引本部兵出城去見天子。』芝然其言。敞急入後堂。其姊辛憲英見之，問曰：『汝有何事，慌速如此？』敞告曰：『天子在外，太傅閉了城門，必將謀逆。』憲英曰：『司馬公未必謀逆，特欲殺曹將軍耳。』敞驚曰：『此事未知如何？』憲英曰：『曹將軍非司馬公之對手，必然敗矣。』敞曰：『那日司馬教我同去，未知可去否？』憲英曰：『職守，人之大義也。凡人在難，猶或卹之。執鞭而棄其事，不祥莫大焉。』敞從其言，乃與魯芝引數十騎，斬關奪門而出。」
2. ↑  《三國演義》第百零七回「魏主歸政司馬氏 姜維兵敗牛頭山」載：「卻說司馬懿斬了曹爽太尉，蔣濟曰：『尚有魯芝、辛敞斬關奪門而出，楊綜奪印不與，皆不可縱。』懿曰：『彼各為其主，乃義人也。』遂復各人舊職。辛敞歎曰：『吾若不問於姊，失大義矣！』後人有詩讚辛憲英曰：『為臣食祿當思報，事主臨危合盡忠。辛氏憲英曾勸弟，古今千載頌高風。』」
3. ↑  《三国志注·卷二十五·魏书二十五·辛毗杨阜高堂隆传第二十五》：世语曰：敞字泰雍，官至卫尉。毗女宪英，适太常泰山羊耽，外孙夏侯湛为其传曰：“宪英聪明有才鉴。初文帝与陈思王争为太子，既而文帝得立，抱毗颈而喜曰：‘辛君知我喜不？’毗以告宪英，宪英叹曰：‘太子代君主宗庙社稷者也。代君不可以不戚，主国不可以不惧，宜戚而喜，何以能久？魏其不昌乎！’弟敞为大将军曹爽参军。司马宣王将诛爽，因爽出，闭城门。大将军司马鲁芝将爽府兵，犯门斩关，出城门赴爽，来呼敞俱去。敞惧，问宪英曰：‘天子在外，太傅闭城门，人云将不利国家，于事可得尔乎？’宪英曰：‘天下有不可知，然以吾度之，太傅殆不得不尔！明皇帝临崩，把太傅臂，以后事付之，此言犹在朝士之耳。且曹爽与太傅俱受寄托之任，而独专权势，行以骄奢，于王室不忠，于人道不直，此举不过以诛曹爽耳。’敞曰：‘然则事就乎？’宪英曰：‘得无殆就！爽之才非太傅之偶也。’敞曰：‘然则敞可以无出乎？’宪英曰：‘安可以不出。职守，人之大义也。凡人在难，犹或恤之；为人执鞭而弃其事，不祥，不可也。且为人死，为人任，亲昵之职也，从众而已。’敞遂出。宣王果诛爽。事定之后，敞叹曰：‘吾不谋于姊，几不获于义。’逮锺会为镇西将军，宪英谓从子羊祜曰：‘锺士季何故西出？’祜曰：‘将为灭蜀也。’宪英曰：‘会在事纵恣，非特久处下之道，吾畏其有他志也。’祜曰：‘季母勿多言。’其后会请子琇为参军，宪英忧曰：‘他日见锺会之出，吾为国忧之矣。今日难至吾家，此国之大事，必不得止也。’琇固请司马文王，文王不听。宪英语琇曰：‘行矣，戒之！古之君子，入则致孝于亲，出则致节于国，在职思其所司，在义思其所立，不遗父母忧患而已。军旅之间，可以济者，其惟仁恕乎！汝其慎之！’琇竟以全身。宪英年至七十有九，泰始五年卒。”